# Eternal Circle
Eternal Circle – album studyjny polskiej grupy muzycznej Non Opus Dei. Wydawnictwo ukazało się 15 września 2010 roku nakładem wytwórni muzycznej Witching Hour Productions. 
Partie perkusji zostały zarejestrowane w olsztyńskim Bat Studio w przeciągu trzech dni. Ślady zrealizowali Michał Bagiński i Szymon Czech. Partie gitar zostały nagrane w Elephant Studio. Z kolei wokalizy i partie gitary basowej zostały nagrane w Studio X w Olsztynie. Wszystkie utwory zostały wyprodukowane, zmiksowane oraz zmasterowane przez Szymona Czecha. Okładkę płyty oraz grafiki opracował Bartek Rogalewicz. Strona wizualna została wzbogacona elementami typu piołun czy ręcznie szyta książeczka dołączona do wydawnictwa. 

## Lista utworów
Opracowano na podstawie materiału źródłowego.
1. "Woda dla umarłych" - 03:33
2. "The Prisioner Of The Worlds" - 04:54
3. "Demon Nietzschego" - 03:45
4. "Dark Nebula" - 01:48
5. "Przystrojona słońcem" - 04:34
6. "Death Hussar Legions" - 02:15
7. "Point Zero" - 03:26
8. "Galaxy In Her" - 04:15
9. "Until The Wheel Stops" - 03:20

## Twórcy
Opracowano na podstawie materiału źródłowego.

- Tomasz "Klimorh" Klimczyk – gitara rytmiczna, gitara prowadząca, wokal prowadzący
- Andrzej "Buddah" Pawłowski – gitara rytmiczna, gitara prowadząca
- Michał "Roch" Rochowicz – gitara basowa
- Wojciech "Gonzo" Błaszkowski – perkusja
- Szymon Czech – inżynieria dźwięku, produkcja, miksowanie, mastering
- Michał Bagiński – inżynieria dźwięku
- Bartek Rogalewicz - okładka, oprawa graficzna